# Nelonen
Nelonen (svenska: Fyran) är en finländsk TV-kanal som sänder i större delen av Finlands digitala marknät. Sanoma Media Finland Oy svarar för kanalens verksamhet.
Kanalen var ursprungligen en lokal kanal i Helsingfors vid namn PTV, som senare blev PTV4. Den 1 juni 1997 började Fyran sända nationellt i det analoga marknätet, och blev därmed den fjärde marksända tv-kanalen i Finland. Den 1 september 2007 gick Fyran över till digitala sändningar i marknätets tv-master.
I programutbudet ingår en stor del importerade program från övriga Europa och USA. Program som visas eller har visats på Fyran är Seinfeld, Vita huset, finska Expedition Robinson, Sopranos med mera.
Sanoma Media Finland Oy har även de digitala kanalerna Nelonen HD, Jim, Liv och Hero.